# Regina (Oper)
Regina ist eine Oper in drei Akten von Albert Lortzing mit einem Libretto vom Komponisten.

## Handlung

### Erster Akt
Wenn der Vorhang aufgeht, sieht man eine Fabrik mit aufgeregten Arbeitern, die streiken, mehr Lohn fordern und grundsätzliche Veränderungen wollen („Wir werden Recht uns jetzt verschaffen, wenn nicht mit Worten, dann mit Waffen“). Der Vorarbeiter Richard, der heimlich mit Regina, der Tochter des Fabrikbesitzers, verlobt ist, versteht es, die Arbeiter zu „vernünftigen“ Forderungen zu mäßigen. Auch Stephan, ein anderer Vorarbeiter, liebt Regina, verbindet sich aber mit politischen Aufrührern, einem „Freicorps“, und besetzt die Fabrik, in der gerade Verlobung gefeiert werden soll. Chor steht gegen Chor, Gemäßigte gegen Radikale; im Jahr 1848 stehen sich so gleichsam die frühen Vorformen von Sozialdemokratie und Kommunismus gegenüber. Es kommt zum Kampf, die Fabrik wird in Brand gesetzt, Regina entführt.

### Zweiter Akt
Man sieht Stephan und Regina in einer einsamen Hütte. Regina versucht, den Entführer zur Umkehr zu bewegen. Ein einfacher Angestellter kommt in die Hütte und wird von der betrunkenen Soldateska verhöhnt, Stephan aber versteht es, mit Regina zu fliehen.

### Dritter Akt
Noch immer hat Stephan Regina in seiner Gewalt und ist mit ihr auf einen „Pulverturm“, also ein Munitionslager, geflüchtet. Die Befreier unter Richards Führung rücken heran und umzingeln den Pulverturm, woraufhin der Gewaltmensch Stephan ein offenes Feuer ergreift und droht, sich und Regina und alles um ihn herum in die Luft zu sprengen. In diesem Moment erschießt ihn Regina. Die freiheitsbewegten „Arbeiter von allen Klassen stürmen die Bühne“, singen im Rausch ihres Erfolgs und der errungenen Freiheiten des Frühjahrs 1848 Freiheitsgesänge im Drei-Viertel-Rundtakt („Das Volk lässt sich nicht spotten“, „So kommt dem Volk die Herrlichkeit“), die Oper endet also im Walzer-Rausch, in einer schwarz-rot-goldenen demokratischen Vision.

## Rezeptionsgeschichte
Regina ist eine ganz und gar ungewöhnliche Oper Albert Lortzings, zu der er selbst das Libretto schrieb. Diese romantisch-politische „Freiheitsoper“, die ungewöhnlicherweise in einer Fabrik spielte und wo die Hauptakteure Arbeiter sind, die streiken und von Freiheit singen, entstand 1848 unter dem Eindruck der Revolution von 1848, die Lortzing in Wien unmittelbar miterlebte. Die Zeit der Komposition lag zwischen dem zweiten Aufstand vom Mai, der zur Flucht Kaiser Ferdinands I. führte, und dem für die Revolutionäre vernichtenden dritten Aufstand im Oktober 1848.
Das aus politischen Gründen unerwünschte Stück wurde zunächst nicht aufgeführt. Das Manuskript galt nach dem Tod Lortzings bis ins Jahr 1898 als verschollen. Tatsächlich befand es sich seit 1872 in Privatbesitz. Um 1883 wurde es von dem Mainzer Komponisten Wilhelm Bruch überarbeitet und der Text politisch entschärft. Die Erstaufführung dieser Fassung war für 1898 in Mainz vorgesehen, wurde jedoch wegen eines Rechtsstreits über die Urheberschaft nicht durchgeführt. Erst nach einer weiteren Überarbeitung durch Adolph L’Arronge konnte die Oper am 21. März 1899 in der Berliner Königlichen Oper uraufgeführt werden. Die Änderungen waren massiv: Die Oper handelt in der Neufassung nicht mehr von streikenden Arbeitern in einem Fabrikgebäude, sondern von Feldarbeitern im Hirschberger Tal des Jahres 1813, die statt die Erntearbeit zu verrichten lieber das Vaterland verteidigen wollen. Während bei Lortzing der Arbeiterchor in der Schlussszene „Heil Freiheit!“ singt, jubeln bei L’Arronge die Erntehelfer der schlesischen Armee „Hoch unser Heer! Hoch Blücher!“ zu. Auch der Titelzusatz „oder die Marodeure“ ist ein Zusatz aus dem Jahr 1899. In Lortzings Handschrift heißt die Oper schlicht Regina (nach seiner Ehefrau Rosina Regina Ahles, mit der er elf Kinder hatte).
Auch spätere Fassungen veränderten Regina immer wieder. Die bis Juli 2013 einzig erhältliche Aufnahme auf Tonträgern war eine Radioproduktion des Ost-Berliner Rundfunks von 1951, in der die Dialoge im sozialistischen Sinn verändert worden waren. Die erste Aufführung der Oper in ihrer Originalfassung (nach Lortzings handschriftlicher Partitur) fand – genau 150 Jahre nach dem Beginn der Freiheitskämpfe in Wien und in Berlin – am 13. März 1998 im Musiktheater im Revier in Gelsenkirchen statt. Regie führte Peter Konwitschny, der daraufhin von einer großen Kritikerjury zum ersten Mal zum „Opernregisseur des Jahres“ gewählt wurde. Der Einspielung von 2011 unter Ulf Schirmer liegt die kritische Ausgabe von Ricordi zugrunde.
Lortzing blieb nach dieser Oper, die zu seinen Lebzeiten nie aufgeführt wurde, als Komponist erfolglos. Sein letzter Kommentar war: „Regina wartet auf bessere Zeiten.“ Er bekam Probleme, noch einmal ein Engagement als Kapellmeister zu finden und seine große Familie zu ernähren. Im Januar 1851 starb er, überarbeitet und hoch verschuldet, in seiner Geburtsstadt Berlin.

## Inszenierungen
- 1898: Mainz (Bearbeitung von Bruch, nicht aufgeführt)
- 1899: Berlin (Bearbeitung von L’Arronge)
- 1953: Rostock (Bearbeitung)
- 1981: Oberhausen (Bearbeitung)
- 1983: Linz (Bearbeitung)
- 1984: Wittenberg (Bearbeitung)
- 1998: Karlsruhe (in Ausschnitten)
- 1998: Gelsenkirchen (Urfassung)
- 2006: Berlin
- 2013: Kaiserslautern
- 2016: Meiningen

## Aufnahmen/Tonträger
- Regina. Chor und Orchester des Berliner Rundfunks, Walter Schartner (Dir.). 1951 (mono). Cantus Classics/Line Music 5.00825
- Regina. Münchner Rundfunkorchester, Ulf Schirmer (Dir.). 2011. cpo 777 710-2

## Musikedition
- Albert Lortzing: Regina. Oper in drei Akten. Hrsg. nach den Handschriften des Komponisten von Irmlind Capelle. XXXIX, 514, VIII S. München Ricordi 2002.